# Nielsenholen
Der Nielsenholen (norwegisch) ist ein kleiner Berg im ostantarktischen Königin-Maud-Land. Im Otto-von-Gruber-Gebirge des Wohlthatmassivs ragt er im Deildebreen auf.
Wissenschaftler des Norwegischen Polarinstituts benannten ihn. Der weitere Benennungshintergrund ist nicht überliefert.